# Alling Sogn
 For alternative betydninger, se Alling. (Se også artikler, som begynder med Alling)
Alling Sogn er et sogn i Skanderborg Provsti (Århus Stift).
I 1800-tallet var Tulstrup Sogn anneks til Alling Sogn. Begge sogne hørte til Gjern Herred i Skanderborg Amt. Alling-Tulstrup sognekommune blev ved kommunalreformen i 1970 indlemmet i Ry Kommune, som ved strukturreformen i 2007 indgik i Skanderborg Kommune.
I Alling Sogn ligger Alling Kirke og naturområdet Alling Bakker.
I sognet findes følgende autoriserede stednavne:
- Alling (bebyggelse, ejerlav)
- Birkhede (bebyggelse)
- Birksø (vandareal)